# Miloš Šestić
Miloš Šestić (Laktaši, 8 de agosto de 1956) é um ex-futebolista profissional bósnio, que atuava como atacante.

## Carreira
Miloš Šestić fez parte do elenco da Seleção Iugoslava de Futebol da Copa do Mundo de 1982. 